# Plakidium acutum
Plakidium acutum är en svampdjursart som beskrevs av Lendenfeld 1907. Plakidium acutum ingår i släktet Plakidium, ordningen Lithistida, klassen horn- och kiselsvampar, fylumet svampdjur och riket djur.
Artens utbredningsområde är havet utanför Kap Verde. Inga underarter finns listade i Catalogue of Life.